# ريزدنت إيفل غايدن
 ريزدنت إيفل غايدن (بالإنجليزية:Resident Evil Gaiden)  هي لعبة من نوع رعب البقاء صدرت في عام 2001 لـ جيم بوي كولر و هي من تطوير كابكوم و نشر شركة كابكوم وفيرجن انتراكتف.